# Hummus

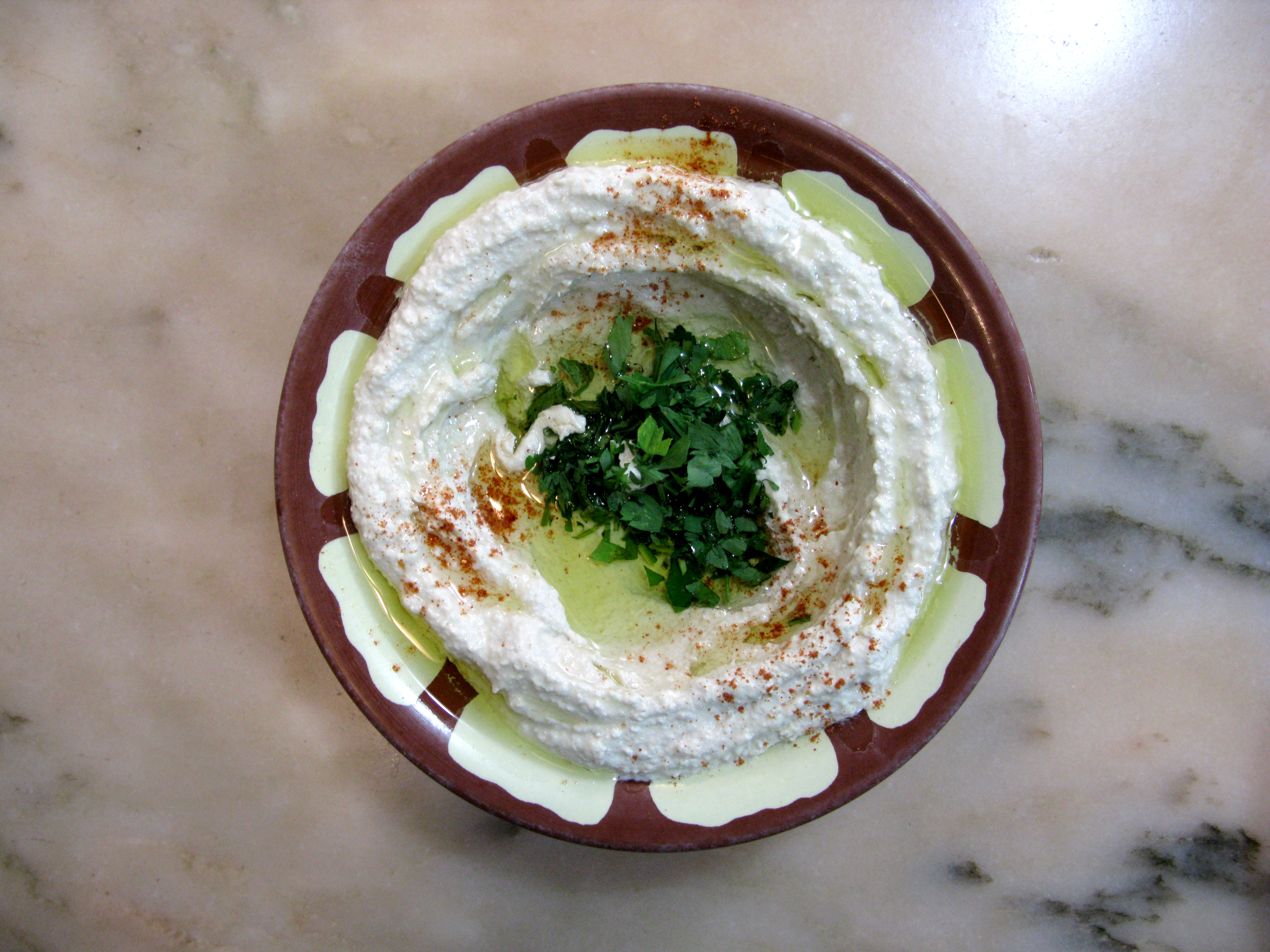
Hummus

Hummus je studený pokrm levantského původu (oblast Libanonu a okolních států), kaše či dip z rozmačkané uvařené cizrny smíchané s tahinou (sezamovou pastou), olivovým olejem, citronovou šťávou, solí a česnekem. Je oblíbený zejména v oblasti Středního východu, v kuchyních původem z této oblasti se používá celosvětově.

## Etymologie
Název hummus pochází z tureckého slova humus, které zase pochází z arabského حمّص ḥummuṣ, odvozeného z ḥimmaṣ – cizrna. Celý název pokrmu zní v arabštině حمّص بطحينة ḥummuṣ bi ṭaḥīna – cizrna s tahini. V hebrejštině se pokrm nazývá חומוס (chumus).

## Historie
Základní složky hummusu – cizrna, sezam, citróny a česnek – jsou v oblasti původu hummusu konzumovány již po tisíciletí. Rozmačkaná studená cizrna se však na zdejším jídelníčku nevyskytovala až do doby vlády dynastie Abbásovců.
Nejstarší recept na pokrm podobný současnému hummusu (ovšem bez tahini a česneku) pochází ze 13. století z Egypta z knihy
Kitāb al-Wusla ilā l-habīb fī wasf al-tayyibāt wa-l-tīb. Nejstarší záznam o hummusu v současné podobě pochází z pozdního 19. století, v té době však zřejmě hummus nebyl znám nikde mimo Damašek.

## Výživová hodnota
Hummus má velký obsah železa, vitamínu C, kyseliny listové a vitamínu B6. Díky cizrně má vysoký obsah proteinů a vlákniny, což je zároveň dobře doplněno methioninem obsaženým v sezamu v tahini. Hummus má své uplatnění ve vegetariánské a veganské kuchyni, kde při konzumaci (typicky s pečivem) může sloužit jako celkový zdroj proteinů.